# 1980 TZ5
1980 TZ5 är en asteroid i huvudbältet som upptäcktes den 14 oktober 1980 av Purple Mountain-observatoriet i Nanjing, Kina.
Asteroiden har en diameter på ungefär 10 kilometer.